# Homewrecker
Homewrecker var en amerikansk TV-programserie producerad för MTV där Ryan Dunn hjälpte ungdomar att hämnas på sina kompisar genom att göra en hemsk heminredning hos dem.